# Nemausa cornutus
Nemausa cornutus är en kräftdjursart som först beskrevs av de Saussure 1857.  Nemausa cornutus ingår i släktet Nemausa och familjen Mithracidae. Inga underarter finns listade i Catalogue of Life.